# Người Mỹ gốc Bỉ
Người Mỹ gốc Bỉ là người Mỹ có thể theo dõi tổ tiên của họ đối với người nhập cư Bỉ đã di cư sang Hoa Kỳ. Trong khi người bản địa đầu tiên của Nam Hà Lan khi đó đến Mỹ vào thế kỷ 17, phần lớn người nhập cư Bỉ đã đến trong thế kỷ 19 và 20.
Theo điều tra dân số Hoa Kỳ năm 2010, có 361.667 người Mỹ tự nhận mình là một phần hoặc toàn bộ tổ tiên của Bỉ.

## Dân số
Theo Điều tra dân số năm 2000, có 360.642 người Mỹ có tổ tiên từ Bỉ. Các bang có cộng đồng Bỉ có dân số lớn nhất là:
- Wisconsin khoảng 57.808 người
- Michigan khoảng 53.135 người
- Illinois khoảng 34.208 người
- California khoảng 26.820 người
- Minnesota khoảng 15.627 người

Các cộng đồng quan trọng khác là Florida (14.751), New York (12.034), Indiana (11.918) và Texas (10.595).